# Reyer Venezia Mestre 2021-2022
Questa voce raccoglie le informazioni riguardanti la Reyer Venezia Mestre nelle competizioni ufficiali della stagione 2021-2022.

## Stagione
La stagione 2021-2022 della Reyer Venezia Mestre sponsorizzata Umana, è la 52ª nel massimo campionato italiano di pallacanestro, la Serie A.

## Roster
Aggiornato al 9 ottobre 2021.
| Umana Reyer Venezia Mestre 2021-22 | Umana Reyer Venezia Mestre 2021-22 |
| Giocatori                          | Staff tecnico                      |
| ---------------------------------- | ---------------------------------- |

| N. | Naz.                                                   | Ruolo | Nome                     | Anno | Alt.   | Peso   |  |
| -- | ------------------------------------------------------ | ----- | ------------------------ | ---- | ------ | ------ |  |
| 5  | Stati Uniti (bandiera)                                 | PA    | Julyan Stone             | 1988 | 198 cm | 95 kg  |  |
| 6  | Stati Uniti (bandiera) · Grecia (bandiera)             | AP    | Michael Bramos (C)       | 1987 | 198 cm | 102 kg |  |
| 7  | Italia (bandiera)                                      | G     | Stefano Tonut            | 1993 | 194 cm | 100 kg |  |
| 9  | Stati Uniti (bandiera)                                 | A     | Austin Daye              | 1988 | 211 cm | 91 kg  |  |
| 10 | Italia (bandiera)                                      | P     | Andrea De Nicolao        | 1991 | 185 cm | 75 kg  |  |
| 11 | Stati Uniti (bandiera)                                 | G     | Victor Sanders           | 1995 | 196 cm | 88 kg  |  |
| 12 | Stati Uniti (bandiera) · Regno Unito (bandiera)        | P     | Tarik Phillip            | 1993 | 191 cm | 88 kg  |  |
| 14 | Lituania (bandiera)                                    | AC    | Martynas Echodas         | 1997 | 206 cm | 115 kg |  |
| 15 | Grecia (bandiera)                                      | A     | Vasilīs Charalampopoulos | 1997 | 204 cm | 109 kg |  |
| 19 | Stati Uniti (bandiera) · Slovenia (bandiera)           | C     | Jordan Morgan            | 1991 | 204 cm | 113 kg |  |
| 22 | Italia (bandiera)                                      | AC    | Valerio Mazzola          | 1988 | 205 cm | 111 kg |  |
| 23 | Stati Uniti (bandiera) · Italia (bandiera)             | AG    | Jeff Brooks              | 1989 | 203 cm | 94 kg  |  |
| 25 | Stati Uniti (bandiera) · Macedonia del Nord (bandiera) | P     | Jordan Theodore          | 1989 | 183 cm | 89 kg  |  |
| 30 | Argentina (bandiera) · Italia (bandiera)               | GA    | Bruno Cerella            | 1986 | 194 cm | 93 kg  |  |
| 31 | Italia (bandiera)                                      | G     | Michele Vitali           | 1991 | 196 cm | 86 kg  |  |
| 35 | Italia (bandiera)                                      | P     | Alvise Minincleri        | 2002 | 180 cm |        |  |
| 40 | Italia (bandiera)                                      | PG    | Alessandro Chapelli      | 2004 | 194 cm |        |  |
| 45 | Italia (bandiera)                                      | A     | Tommaso Morena           | 2004 | 198 cm |        |  |
| 50 | Stati Uniti (bandiera)                                 | C     | Mitchell Watt            | 1989 | 208 cm | 106 kg |  |
| -  | Italia (bandiera)                                      | G     | Pietro Da Rin De Lorenzo | 2004 | 194 cm |        |  |

| Allenatore |
| - Walter De Raffaele                                                                                           |
| Assistente/i                                                                                                   |
| - Simone Bianchi - Alberto Billio - Gianluca Tucci Legenda - (C) Capitano - (IN) Inattivo - Infortunato Roster |

## Mercato

### Sessione estiva
| Acquisti | Acquisti                 | Acquisti          | Acquisti      | Acquisti |
| R.a      | Nome                     | da                | Modalità      |          |
| -------- | ------------------------ | ----------------- | ------------- | -------- |
| ALL      | Simone Bianchi           | Fortitudo Bologna | svincolato    |          |
| G        | Michele Vitali           | Bamberger         | svincolato    |          |
| AC       | Martynas Echodas         | Rytas Vilnius     | svincolato    |          |
| AG       | Jeff Brooks              | Olimpia Milano    | svincolato    |          |
| G        | Victor Sanders           | Aquila Trento     | svincolato    |          |
| P        | Tarik Phillip            | Tofaş Bursa       | svincolato    |          |
| A        | Vasilīs Charalampopoulos | Iōnikos Nikaias   | svincolato    |          |
| G        | Federico Miaschi         | Pall. Biella      | fine prestito |          |

| Cessioni | Cessioni           | Cessioni          | Cessioni          | Cessioni |
| R.       | Nome               | a                 | Modalità          |          |
| -------- | ------------------ | ----------------- | ----------------- | -------- |
| ALL      | Massimo Galli      | Derthona Basket   | fine contratto    |          |
| GA       | Luca Campogrande   | Pall. Trieste     | fine contratto    |          |
| AC       | Isaac Fotu         | Link Tochigi Brex | fine contratto    |          |
| C        | Gašper Vidmar      | Free agent        | fine contratto    |          |
| P        | Curtis Jerrells    | Zamalek           | fine contratto    |          |
| G        | Jeremy Chappell    | N.B. Brindisi     | fine contratto    |          |
| PG       | Wes Clark          | N.B. Brindisi     | fine contratto    |          |
| G        | Federico Miaschi   | Treviglio         | prestito          |          |
| PG       | Riccardo Bolpin    | Pall. Forlì 2.015 | riscatto prestito |          |
| G        | Davide Casarin     | Universo Treviso  | prestito          |          |
| C        | Luca Possamai      | San Giobbe Chiusi | prestito          |          |
| G        | Leonardo Biancotto | San Giobbe Chiusi | prestito          |          |

### Dopo l'inizio della stagione
| Acquisti | Acquisti        | Acquisti         | Acquisti        | Acquisti      |
| R.       | Nome            | da               | Data            | Modalità      |
| -------- | --------------- | ---------------- | --------------- | ------------- |
| G        | Davide Casarin  | Universo Treviso | 13 gennaio 2022 | fine prestito |
| C        | Jordan Morgan   | Free agent       | 16 gennaio 2022 | svincolato    |
| P        | Jordan Theodore | Free agent       | 18 gennaio 2022 | svincolato    |

| Cessioni | Cessioni                 | Cessioni          | Cessioni        | Cessioni    |
| R.       | Nome                     | a                 | Data            | Modalità    |
| -------- | ------------------------ | ----------------- | --------------- | ----------- |
| AG       | Vasilīs Charalampopoulos | Fortitudo Bologna | 1 dicembre 2021 | rescissione |
| G        | Davide Casarin           | Scaligera Verona  | 13 gennaio 2022 | prestito    |
| P        | Tarik Phillip            | S.P. Burgos       | 31 gennaio 2022 | rescissione |
| G        | Victor Sanders           | Free agent        | 20 aprile 2022  | rescissione |